# Tor (la Tallada d'Empordà)
Tor és un poble que pertany al municipi de la La Tallada d'Empordà, comarca del Baix Empordà. Es troba en un replà elevat sobre la plana, a 1 km de la Tallada. Rep el seu nom d'una antiga torre de la qual no en queda cap resta.

## Demografia
La població total a Tor és de 137 habitants.
| Homes | Dones |
| ----- | ----- |
| 76    | 61    |

## Història
Tor està registrat en el llistat d'albergs que el comte del Rosselló tenia en el comtat d'Empúries, entre els anys 1115-1164. També apareix a l'inventari de béns de la mort de Pere II d'Empúries, el 1401. Tot seguit, com tot el municipi de la Tallada va passar a formar part de la baronia de Verges.
Era un ens local independent el 1800 (batllia de Verges), però el 1846 va ser incorporat al municipi de La Tallada d'Empordà juntament amb Maranyà i Canet de la Tallada.
És un poble d'estructura compacta, que té la part més antiga a l'est de la carretera de Figueres. Durant els darrers anys s'han edificat algunes cases a la banda de ponent, a la part més enlairada del petit turó.
Al nucli antic destaquen cases amb portals dovellats, i casals del segle xvi. Però l'edifici més important és l'església de Sant Climent, que depèn de la parròquia de Maranyà.

## Església de Sant Climent de Tor

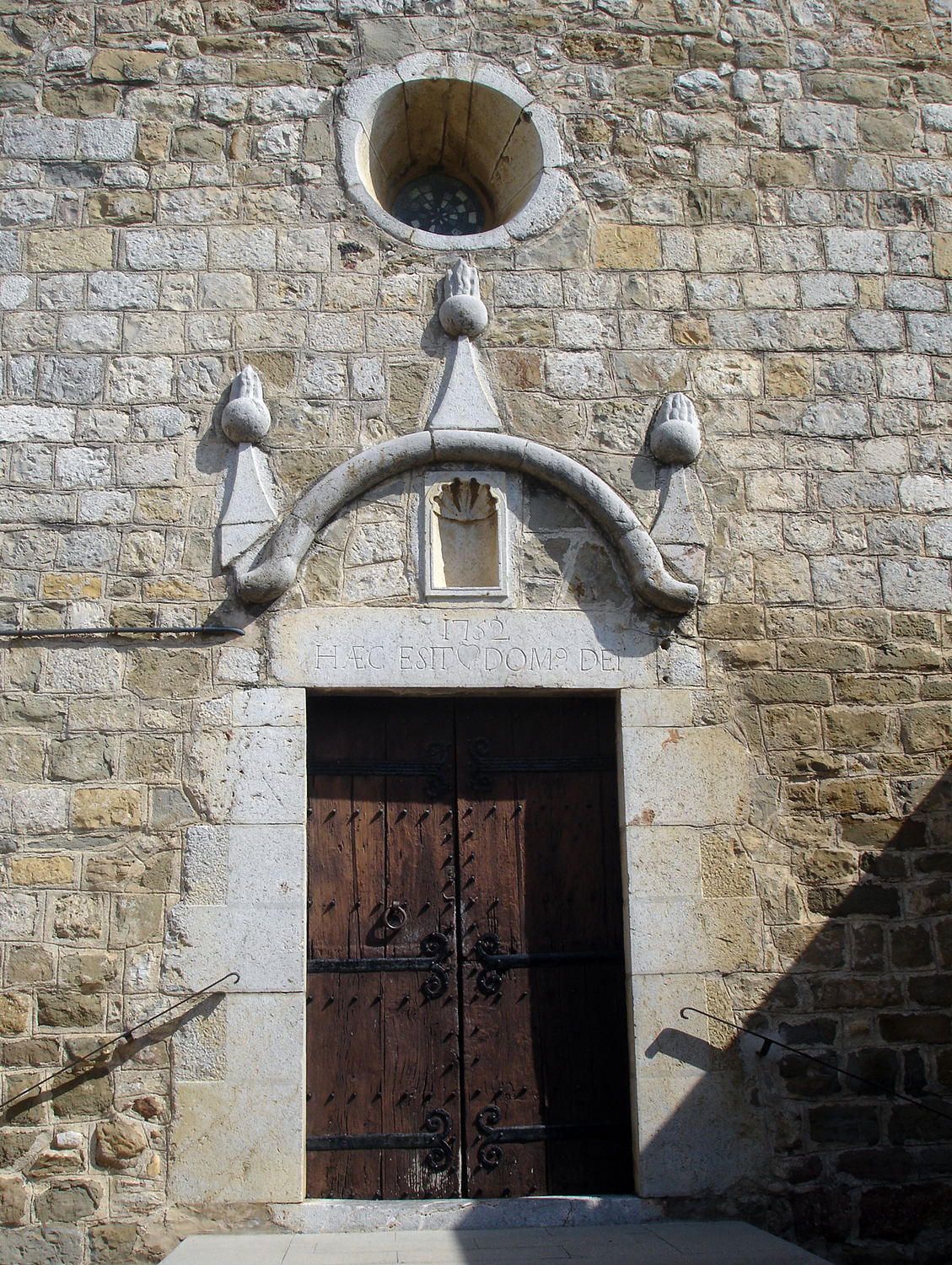
Vista de la façana principal de l'església de Tor

L'església romànica de Sant Climent de Tor s'esmenta als Rationes Decimarum dels anys 1279 i 1280 com a sufragània de l'església de Sant Esteve de Marenyà.
L'edifici actual és fruit de diferents remodelacions. Actualment, en formen part una nau amb absis semicircular pertanyent al període Romànic i una nau que es va afegir el segle passat.
La part conservada del període Romànic està construïda amb petits carreus de pedra arenosa que formen filades ben seguides i que són propis dels temples del segle xi. Durant els segles XV i XVI s'hi va afegir una capella lateral a l'oest. També és d'aquest període la fortificació que s'alça sobre el temple, de la qual resta el mur de sobre l'absis. La resta de la construcció que va convertir la fortificació en terrabastall és del segle xviii, igual que les obertures del frontis. El mur lateral sud va ser pràcticament destruït amb la construcció d'una capella gòtica i la nau moderna a mitjans del segle xx. El frontis de la portalada va ser reformat al segle xviii, així com el rosetó. A la llinda de la portalada hi ha la llegenda HAEC EST DOMUS DEI datada del 1752. Sobre la façana s'alça un campanar de cadireta de tres pilastres closes de construcció moderna.
L'absis posseeix quatre lesenes o faixes llombardes. La cornisa incurvada s'ha decorat per sota amb un seguit de petites mènsules, la majoria amb motius geomètrics, però sembla que dues d'elles representaven testes de persones o animals. Al centre de l'absis hi ha una finestra de doble biaix i arcs de mig punt.
Durant les obres de reconstrucció del temple es va localitzar un gran carreu, possiblement preromànic, decorat amb estretes faixes en relleu en forma d'espiga. Podria indicar-nos l'existència d'una església més antiga.

## Festes i tradicions

### Festa Major de Tor
Se celebra el segon cap de setmana de juliol i és organitzada per la Comissió de Festes del Centre Cultural de Tor. Les activitats que configuren la festa són: obertura de la festa amb el tradicional pregó, cercavila amb grallers, teatre o espectacle infantil, sardanes, ball i sopar de germanor.

## Butlletí i revista

### Butlletí municipal
El Butlletí municipal és una edició bimensual. L'edita l'Ajuntament per informar i compartir amb els veïns i veïnes del municipi les activitats que les regidories duen a terme. S'hi publiquen els plens municipals i totes les novetats i afers de l'Ajuntament.

### Aspre i Pla
Aspre i Pla és la revista municipal des del 2007. Té una periodicitat semestral i és l'aparador de les activitats que és duen a terme al municipi. El nom de la revista va sorgir per decisió popular, i evoca els dos espais naturals més marcats de la zona, l'aspre, la banda de muntanya i el pla, la zona de conreu.

## Patrimoni natural
Tor es troba entre l'aspre, la zona de la banda de muntanya, terra de secà amb suaus ondulacions fins al cim del puig Segalar, des d'on es pot veure el Montgrí i el mar; i el pla, la zona de conreu, rica i fèrtil, amb pomeres i cereals. El poble està envoltat d'una plana de conreus, el puig Segalar i els aspres.

### La plana dels conreus
Tota la plana que va fins al riu Ter és un mosaic de conreus d'arbres fruiters diversos. Aquest tipus d'hàbitat no destaca ni per fauna ni per vegetació associada, però és un tipus de cultiu lligat a una llarga tradició a aquestes contrades mediterrànies.

### El puig Segalar i els aspres
Al nord del poble, hi ha el puig Segalar, una muntanya de 175 metres d'altitud amb una vegetació de tipus mediterrani. Hi predominen el pi blanc, que ha conquerit els terrenys abandonats i l'alzina que en alguna ocasió forma petits boscos compactes. També hi ha gran abundor de garriga que creix formant espesses masses embardissades, i entre ella s'hi barreja el ginebró, el romaní, l'estepa blanca i l'estepa negra. Entremig dels marges i els recs hi apareix l'arítjol amb fines espines, fulles triangulars i els seus fruits vermells.

## Entitats culturals i associatives

### Casal de Tor
L'Associació Cultural de Tor és la més antiga del municipi. Va començar a funcionar l'any 1963, per iniciativa del mossèn, els veïns i veïnes de Tor que van construir el local del casal amb la col·laboració de tothom. Sempre més ha estat el punt de recull d'idees i iniciatives. Des del casal s'organitzen totes les activitats de lleure que es duen a terme a Tor.

### Comissió de Festes
Cada poble del municipi de la Tallada té la seva pròpia comissió que organitza la Festa Major. Cadascuna amb la seva peculiaritat i tradició, les festes són variades, i per a totes les edats. Les sardanes, el ball, la cercavila, el pregó, els jocs, el teatre i el dinar o sopar de germanor són les activitats més comunes.

### Camatorta: Associació cultural de la Tallada d'Empordà.
L'Associació Cultural Camatorta aglutina un bon nombre d'entitats del municipi. En formen part l'Associació de Veïns de Canet, el Casal de Tor, la Colla del Sinofós, Empord'Art i les comissions d'esports, de festes de la Tallada i Marenyà, de música, de pastorets, de preparació de Reis i costura.
El seu nom és l'anagrama de les dues primeres lletres dels noms dels quatre pobles del municipi: CAnet, MArenyà, TOR i TAllada.

### La Colla del Sinofós
La Colla del Sinofós es va consolidar l'estiu de 2007, quan l'Ajuntament, amb ganes de promocionar la cultura al municipi, va convocar una reunió per engegar diferents activitats de lleure.

## Llocs d'interès
- Puig Segalar
- Església de Sant Climent